# 火焰小轮螺
火焰小轮螺（学名：Heliacus enoshimensis），又名繩目車輪螺，是车轮螺科小轮螺属的一种。
主要分布于韩国、台湾，常栖息在浅海沙底。